# Джонсон, Эндрю (футболист)
Э́ндрю «Э́нди» Джо́нсон (англ. Andrew "Andy" Johnson; род. 10 февраля 1981, Бедфорд) — английский футболист, игравший на позиции нападающего. Сыграл 8 матчей за сборную Англии.

## Карьера

### Клубная
Джонсон — воспитанник академии клуба «Лутон Таун», позже стал игроком «Бирмингем Сити». В основном составе дебютировал в сентябре 1998 года. Именно Джонсон не забил решающий послематчевый пенальти в финале Кубка Лиги 2000/01 против «Ливерпуля».
Летом 2002 года Джонсон стал футболистом «Кристал Пэласа». В сезоне 2003/04 он стал лучшим бомбардиром Первого дивизиона, а в сезоне 2004/05 — вторым после француза Тьерри Анри снайпером Премьер-лиги. В «Кристал Пэласе» Джонсон был не только лидером атаки, но и штатным пенальтистом: из 21 гола 11 было забито ударами с пенальти. Несмотря на удачную игру Джонсона, «Кристал Пэлас» занял 18-е место и вылетел из Премьер-лиги.
После одного сезона в Чемпионшипе Джонсон перешёл в «Эвертон», но за два сезона забил за ливерпульский клуб всего 17 мячей в чемпионате. Следующим его клубом стал «Фулхэм», в составе которого он дошёл до финала Лиги Европы 2009/10.

### В сборной
Джонсон играл за молодёжную сборную Англии на молодёжном чемпионате мира-1999. Англичане выступили крайне неудачно, заняв последнее место в группе.
Дебютировал в первой сборной 9 февраля 2005 года в матче против сборной Нидерландов. Всего провёл за сборную 8 матчей, мячей не забивал.

### Матчи Эндрю Джонсона за сборную Англии
| Матчи и голы Эндрю Джонсона за сборную Англии | Матчи и голы Эндрю Джонсона за сборную Англии | Матчи и голы Эндрю Джонсона за сборную Англии    | Матчи и голы Эндрю Джонсона за сборную Англии | Матчи и голы Эндрю Джонсона за сборную Англии | Матчи и голы Эндрю Джонсона за сборную Англии | Матчи и голы Эндрю Джонсона за сборную Англии |
| --------------------------------------------- | --------------------------------------------- | ------------------------------------------------ | --------------------------------------------- | --------------------------------------------- | --------------------------------------------- | --------------------------------------------- |
| №                                             | Дата                                          | Место проведения                                 | Соперник                                      | Счёт                                          | Голы Джонсона                                 | Соревнование                                  |
| 1                                             | 9 февраля 2005                                | Вилла Парк, Бирмингем                            | Нидерланды                                    | 0:0                                           | -                                             | Товарищеский матч                             |
| 2                                             | 28 мая 2005                                   | Солджер Филд, Чикаго                             | США                                           | 2:1                                           | -                                             | Товарищеский матч                             |
| 3                                             | 2 сентября 2006                               | Олд Траффорд, Манчестер                          | Андорра                                       | 5:0                                           | -                                             | Квалификация на Евро 2008                     |
| 4                                             | 6 сентября 2006                               | Национальная арена Филипп II Македонский, Скопье | Македония                                     | 1:0                                           | -                                             | Квалификация на Евро 2008                     |
| 5                                             | 15 ноября 2006                                | Амстердам Арена, Амстердам                       | Нидерланды                                    | 1:1                                           | -                                             | Товарищеский матч                             |
| 6                                             | 24 марта 2007                                 | Рамат-Ган, Рамат-Ган                             | Израиль                                       | 0:0                                           | -                                             | Квалификация на Евро 2008                     |
| 7                                             | 28 марта 2007                                 | Олимпийский стадион, Барселона                   | Андорра                                       | 3:0                                           | -                                             | Квалификация на Евро 2008                     |
| 8                                             | 8 сентября 2007                               | Уэмбли, Лондон                                   | Израиль                                       | 3:0                                           | -                                             | Квалификация на Евро 2008                     |

Итого: 8 матчей / 0 голов; 5 побед, 3 ничьи, 0 поражений